# Neue Richtung
Die Neue Richtung war eine Bewegung, die angesichts der gesellschaftlichen Situation Deutschlands nach dem Ersten Weltkrieg mit Volksbildung zur Volkbildung beitragen wollte. Dazu sollten in der Volksbibliothek und in der Volkshochschule neue Methoden beitragen, die sich an den individuellen Bedürfnissen und Fähigkeiten der Leser und Teilnehmer orientierten.

Die Zeit nach dem Ersten Weltkrieg war für die Erwachsenenbildung eine Zeit der Veränderung und des Aufblühens. Viele Volkshochschulen entstanden 1919.

Besonders anschaulich formuliert das Walter Hofmann, der Ende September 1919 einen Vortrag mit folgenden Worten einleitet: 

„Volksbildung ist die Losung des Tages! Es ist fast nicht möglich, eine Zeitung, eine Zeitschrift aufzuschlagen, ohne von neuen Gründungen, von neuen Plänen, von neuen Forderungen für die Volksbildung zu lesen. [...] Die Volksbildung soll die furchtbaren Wunden heilen, die der Krieg uns geschlagen hat.“

## Die Gesellschaft für Verbreitung von Volksbildung
In Deutschland gab es seit den 30er Jahren des 18. Jahrhunderts unter anderem Arbeiterbildungsvereine, die zum Teil Selbsthilfegruppen waren und sich "zwecks Befähigung zum praktischen Lebenskampf" um Aufklärung und Wissenserweiterung bemühten.
Die Institutionalisierung erreichte 1871 mit der Gründung der Gesellschaft für Verbreitung von Volksbildung eine neue Phase. Geschäftsführer und Generalsekretär war von 1891 bis 1933 Johannes Tews. Die Bildungsarbeit der Gesellschaft sollte "alle Gebiete umfassen" und "allen Menschen zukommen".

## Individualisierung der Bildungsarbeit
Gegen Tews und die Gesellschaft richtete sich die Kritik der Neuen Richtung.
Mit dem Stichwort "Individualisierung" der Bildungsarbeit auf Seiten der Neuen Richtung ist der zentrale Unterschied zu den Vorträgen der Gesellschaft immer noch treffend beschrieben, obwohl es auch Zweifel an der Eindeutigkeit dieses Bildes gibt.
Der einzelne Mensch sollte im Vordergrund der Bildungsbemühungen stehen, im Gegensatz zu einer Verbreitung von Kultur und Wissen, bei der nicht nach individuellen Bedürfnissen und Fähigkeiten gefragt wurde. Ein weiterer Aspekt war die "Neutralität" im Sinne einer "Problem- und Wertabstinenz", die der Gesellschaft zum Vorwurf gemacht wurde. "Man wollte anbieten, und zwar 'ohne jede Tendenz'."

## Die Volksbibliothek
Walter Hofmann hatte seit 1906 in Dresden-Plauen eine Bücherei nach seinen Vorstellungen ausgebaut, in der "das richtige Buch an den richtigen Mann" gebracht werden sollte. Hier ist der Ursprung der "Neuen Richtung" zu sehen. Hofmann gebrauchte diese Wendung zuerst 1913, auf dem Höhepunkt des Streites mit seinem Hauptgegner im Bibliothekswesen Eugen Sulz. Mit dem Schlagwort "Gestaltende Volksbildung", so der Titel einer Veröffentlichung Hofmanns (1925), wurde ein weiteres Merkmal gegenüber der "verbreitenden", Alten Richtung geschaffen. Hofmann untermauerte mit seiner empirischen Forschung die Forderung nach individualisierenden Methoden: Es gibt nicht den Proletarier, lautete sein Ergebnis.  Hofmann betrieb „eine bewußte Auswahlpolitik in der Bücheranschaffung, und damit auch den Lesern gegenüber, um dadurch die bloßen Vielleser auszuschalten und sich desto mehr den 'Qualitätslesern' widmen zu können.“ Hofmann berichtet 1910 über die Einführung des "bedingten Lesegeldes", das die "Schmarotzer", die "in maßloser Weise" die Bibliothek als "reines Unterhaltungsinstitut" benutzen, fernhalten sollte. 1917 schätzte er den Kreis der "Empfänglichen" und "Bibliothekreifen" auf 6 % der Einwohnerschaft einer Stadt.

## Robert von Erdberg
Walter Hofmann und Robert von Erdberg lernten sich 1908 kennen und waren, bis zu v. Erdbergs Tod (1929), freundschaftlich verbunden. R. v. Erdberg, später neben Theodor Bäuerle eine der führenden Persönlichkeiten im Hohenrodter Bund, war in Berlin Referatsleiter für Volksbildung im Ministerium für Wissenschaft, Kunst und Volksbildung. In der Reichsschulkonferenz von 1920 war er stellvertretender Vorsitzender im Ausschuß für Volkshochschule und freies Volksbildungswesen. Berühmt wurde seine Einteilung der Geschichte der Erwachsenenbildung in drei Phasen: "vom Staat aus", "von der Kultur aus" (Alte Richtung) und "vom Menschen aus" (Neue Richtung). In diesem Aufsatz fällt auch die Bemerkung: "Volksbildung darf nicht mit Massenmitteln arbeiten, wenn sie auf Erfolg rechnen will". Jürgen Henningsen sah in ihm "die bedeutendste Persönlichkeit der deutschen Volksbildungsbewegung." v. Erdberg und sein Mitarbeiter Werner Picht vertraten die Berliner Position der Neuen Richtung.

Staatlicherseits wurde in Preussen, unter Mitwirkung von Picht und v. Erdbergs, das Aufblühen der Volksbildung unterstützt. Das Interesse kam in einer Broschüre des Preussischen Ministeriums für Wissenschaft, Kunst und Volksbildung von 1919 zum Ausdruck. Henningsen bemerkt, dass sich in den amtlichen Schriftstücken, "in erfreulich klarer und entschiedener Form Grundgedanken der Neuen Richtung" spiegeln. Deutlich wird die Ablehnung der alten, "verbreitenden" Richtung. In den "Richtlinien" heißt es: 

„Die Volkshochschule ist keine Fortbildungs- oder Fachschule. Sie dient auch nicht der Unterhaltung und der popularisierenden Belehrung in der Art der bisher üblichen Veranstaltungen des freien Bildungswesens. Ihr Endziel ist nicht Vermittlung von Kenntnissen, von Bildungsrohstoff, sondern Ausbildung des Denk- und Urteilsvermögens [...] Die Unterrichtsmethode [... muß ...] engste Fühlungnahme zwischen Lehrer und Hörer anstreben. [...] Der Volkshochschulunterricht muß in wissenschaftlichem Geist und unter Wahrung strengster Objektivität erfolgen. [...] Die Zahl der Hörer muß beschränkt sein. Die Volkshochschule darf sich [... nicht] um Zulauf bemühen. [...] einem Massenzulauf [ist] vorzubeugen [...] Erst in [...] Arbeitsgemeinschaften wird sich die eigentümliche Aufgabe der Volkshochschule ganz lösen lassen.“

Eine Ursache für die fehlende Volkseinheit wurde in der Trennung des Volkes in "Kopf- und Handarbeiter" gesehen, und die Volkshochschule war für viele das Mittel, um diese Trennung zu überwinden. In der genannten Broschüre findet sich ein Erlass des damaligen Kultusministers Haenisch, der dieses Problem anspricht: "Wir müssen Brücken schlagen zwischen dem kleineren Volksteil, der geistig arbeitet, und dem immer größer bleibenden Teile unserer Volksgenossen, der mit der Hand schafft aber geistig hungrig ist."
Wenig später sollte sich dieser Sachverhalt in dem Schlagwort "Volksbildung = Volkbildung" (A. Mann) ausdrücken. Das Ziel war die Volksgemeinschaft, und der Weg wurde in den kleinen Arbeitsgemeinschaften der Volksbildung gesehen.

## Kritik an der Neuen Richtung durch Hermann Herrigel
In einer Tat-Flugschrift von 1916 stellt Hermann Herrigel – zu dieser Zeit Bibliothekar bei Walter Hofmann – das Projekt "Volkbildung durch Volksbildung" grundsätzlich in Frage. Herrigel kritisiert die Volksbildner nicht, weil sie bevormundend oder gönnerhaft "ihre" Kultur dem "ungebildeten" Volke einflößen wollen, sondern er will die Vergeblichkeit ihrer Bemühungen zeigen: Aus einem "Ungebildeten" könne (und soll) man keinen "Gebildeten" machen. Der Gebildete in Herrigels Sinne ist darüber hinaus noch der "Beherrschende". Herrigel will zeigen, dass die Volksbildung mit ihren Mitteln einer "Zersplitterung" des Volkes nicht entgegenwirken kann:
- Die Verbreitung von Kultur sei vergeblich und schädlich.
- Eine individualisierende Volksbildung führe zu mehr Individualisierung.
- Es sei denn, es würde gelingen, den Menschen wieder zur "Ehrfurcht" zu erziehen.

Auf dem betretenen Weg der Aufklärung gelängen nur noch wenige "Empfängliche" zu den Höhen einer Bildung, die sie in eine metaphysisch/religiöse Einheit integrieren könnte. Bei allen anderen, man möchte sagen "Gottlosen", die die "überindividuellen" Werte nicht anerkennen, besteht die Gefahr, dass sie in ihren egoistischen Einzelinteressen verharren. Diese Situation ist für Herrigel nahezu ausweglos.
Daraus resultiert seine eher diffuse Kritik an der Aufklärung, damit ist Herrigel aber sehr nah an der Meinung vieler deutscher Gelehrter dieser Zeit (vgl. Ringer 1983). "Aufklärung" wird von Herrigel nicht nur im Sinne von "bloßer Verstandesbildung" kritisiert, sondern sie steht deutlich in direktem Gegensatz zu einer Tradition, die durch "Herrschaft und Dienst" eine Volkseinheit garantiert.

## Erlebnis und Naivität
Im Novemberheft der Neuen Rundschau von 1919 erscheint Hermann Herrigels Aufsatz, der eine umfangreiche Debatte auslösen wird: "Erlebnis und Naivität und das Problem der Volksbildung".
Jürgen Henningsen hat 1959 in seinen Studien "Zur Theorie der Volksbildung" die Bedeutung des "schwierigen theoretischen" Aufsatzes hervorgehoben, der die "Aufmerksamkeit aller verantwortlich Tätigen erzwang" (S. 25) und zu einem "geistig über alle Maßen hochstehenden Dialog" (S. 26) geführt habe.
Herrigel zeigt Gegensätze auf: Auf der einen Seite die Gegenwart, die subjektive Zivilisation und das Erlebnis; auf der anderen das Mittelalter, die objektive Kultur und die Naivität. "Das Bedürfnis des Erlebens ist eine Krankheit des traditionslosen Menschen [...] Aber dieses Erlebnis ist ein Raubbau an der Naivität" (S. 1304).
Nach einem erkenntnistheoretischen Exkurs wendet sich Herrigel zum Thema Bildung und damit seiner Kernaussage.

„Wenn aber unsere ganze Bildung [...] zum Erlebnis der Form hinstrebt [...] so wird unsere Bildungspflege [...] zu einem höchst fragwürdigen Unternehmen. Das gilt vor allem von der Erwachsenen- oder Volksbildung. Das Versprechen der Volksbildung, eine Volkseinheit zu bilden ist ein zu großes; ihre Aufgabe kann nur sein, den Zusammenhang, der noch vorhanden ist [...], und seine Kräfte möglichst zu erhalten. Diese Kräfte liegen in der Naivität des Einzelnen. [...] Das demokratische Ideal der Öffentlichkeit verträgt sich nicht damit, daß es streng gehütete Geheimnisse gibt [...] Volkskultur ist aber nicht das, daß alle an den kulturellen Gütern den gleichen erlebnismäßigen Anteil haben, sondern umgekehrt, daß ein vom Erleben Unberührtes ehrfürchtig erhalten bleibt. (S. 1307f)“

Volkbildung durch Volksbildung ist für Herrigel also unmöglich.
Herrigels Ausführungen münden in der Frage: Was soll also praktisch geschehen? Soll man statt der Erlebnisse die Naivität pflegen? Die Antwort fällt, wie nicht anders zu erwarten, eindeutig aus: "Das mindeste scheint die Forderung zu sein, daß die ganze öffentliche Bildungspflege [...] aufhören muß, daß man alles so gehen lasse wie es von selber will, um nur ja die Naivität zu schonen." (S. 1315)
Die Vertreter der Neuen Richtung Walter Hofmann, Eugen Rosenstock, Werner Picht und Wilhelm Flitner reagieren auf Herrigel.
Aber der erstaunlichste Sachverhalt der gesamten Diskussion ist, dass der antidemokratischen Haltung, die in Herrigels Denken liegt, nichts entgegengesetzt wird – abgesehen von einem Beitrag von Kurt Sternberg – und der gehört bezeichnenderweise nicht zur "Neuen Richtung". Die klare Aussage Sternbergs, dass es sich hier um die Frage Heteronomie oder Autonomie handelt hat sonst niemand hervorgehoben. Wenigstens Rosenstock erwähnt noch die Haltung Herrigels, aber seine ironische Kritik wird entkräftet.
Flitner, Hofmann, und Picht werden mit anderen 1923 den Hohenrodter Bund gründen, wo die Diskussion über Volksbildung fortgesetzt wird. Und Hermann Herrigel wird in der Frankfurter Zeitung über die jährlich stattfindenden Treffen berichten.